# Sibro fornborg
Sibro fornborg ligger i sydvästra delen av tidigare Ripsa socken i Nyköpings kommun.
Fornborgen är belägen cirka 2 kilometer öster om riksväg 53 och är en av de största fornborgarna i  Södermanland. Den är belägen cirka 60 meter över havet på en grusås som ligger öster om Båvens avflöde till Lidsjön ("Sibroån").
Sibro fornborg, som upptäcktes 1984, omgärdas av en 850 meter lång, 3–5 meter bred och upp till en meter hög inre stenvall samt en 70 meter lång yttre vall. Parallellt med båda vallarna löper grunda diken. Borgens storlek, placering och konstruktion tyder på att den troligen fungerat som en försvarsanläggning eller garnisonsplats. 